# باغ فینزی کوینتینی
باغ فینزی کوینتینی (ایتالیایی: Il giardino dei Finzi-Contini، انگلیسی: The Garden of the Finzi-Continis)؛ یک فیلم به کارگردانی ویتوریو دسیکا و محصول ۱۹۷۰ سینمای ایتالیا است. دومنیک سندا و هلموت برگر از جمله بازیگران این فیلم هستند.
فیلم، جایزه بهترین فیلم خارجی‌زبان را از چهل و چهارمین دوره جوایز اسکار به‌دست‌آورد و برای بهترین فیلم‌نامه اقتباسی نامزد شد. همچنین در سال ۱۹۷۱ مبلادی موفق به کسب خرس طلایی از بیست و یکمین جشنواره بین‌المللی فیلم برلین شد.

## خلاصه داستان
در اواخر دهه ۱۹۳۰، در شهر فرارا ایتالیا، خانواده فینزی کونتینی یکی از خانواده‌های برجسته، ثروتمند، اشرافی هستند. آن‌ها یهودی هستند و فرزندان بزرگ آن‌ها به نام‌های میکول و آلبرتو با هم در یک محفل دوستانه برای نوبت‌های تنیس و مهمانی‌های ثابت در زمین‌های ویلای دوست داشتنیشان جمع می‌شوند. در حالی که مراقب هستند تا بقیه مردم به آن‌ها نزدیک نشوند و خوشی آن‌ها را به هم نزنند.
از جمله «جورجیو» (لینو کاپولیکیو) به داخل محفل آن‌ها وارد می‌شود. یک یهودی از طبقه متوسط که از دوران کودکی دل‌باخته دختر این خانه، «میکول» (دومنیک سندا) بوده‌است و حتی برای او هم این اولین‌بار ورود به خانه است. «میکول» توضیح می‌دهد که چون او و برادرش، «آلبرتو» (برگر) به‌دلیل یهودی بودن دیگر نمی‌توانند به باشگاه تنیس بروند، برای همین تورنمنت شخصی‌شان را به‌راه انداخته‌اند. اقدامات ضد یهود «موسولینی» شدت می‌گیرد و ازدواج بین یهودی و غیریهودی هم ممنوع می‌شود. دو عموی پیر خاندان فینتسی کونتینی سر می‌رسند؛ ولی «آلبرتو» که سخت بیمار است، خانه را ترک می‌کند. «جورجیو» که یهودی است و خیلی به «آلبرتو» شباهت دارد. نمی‌فهمد؛ که چرا «میکول» نسبت به او سرد شده و دیگر نمی‌خواهد او را ببیند. «جورجیو» برای دیدن برادرش به فرانسه می‌رود و از وجود اردوگاه‌های مرگ باخبر می‌شود. در بازگشت، «میکول» را با یکی از دوستان غیریهودی «آلبرتو»، «برونو» (فابیو تستی) می‌بیند؛ اما «برونو» به او می‌گوید که دل‌باخته دختر یهودی دیگری به‌نام «آدریانا» ست. جنگ جهانی دوم درمی‌گیرد و «جورجیو» که هنوز دل‌باخته «میکول» است، باز او را با «برونو» می‌بیند. «برونو» به جبهه می‌رود و کشته می‌شود. «آلبرتو» هم می‌میرد و ساکنان فینتسی کونتینی دستگیر می‌شوند تا به اردوگاه مرگ فرستاده شوند، ولی «میکول» از پدر «جورجیو» می‌شنود که او فرار کرده‌است.